# 八碳化铯
八碳化铯是一种石墨层间化合物，化学式为CsC8，是铯的碳化物之一。它可由金属铯和石墨在三(三甲基膦)(乙烯)合钴(0)催化下于戊烷中反应得到。它和其它石墨层间化合物一样，可以吸收氨气，但其吸收量不如KC8多。
在N3DIPP的存在下，可以和U(NDIPP)3(THF)3反应，得到Cs2[U(NDIPP)4]（DIPP=2,6-二异丙基苯基）。它的氢化物只能通过和氢原子的反应（而非氢气）得到。